# Software Engineering Radio

Logo des Software Engineering Radios

Software Engineering Radio (auch kurz SE-Radio genannt) ist ein englischsprachiger Audio-Podcast zu Themen der Softwareentwicklung.

## Geschichte, Format und Verbreitung
SE-Radio wurde im Januar 2006 von Markus Völter gegründet, der freiberuflich im Bereich Softwaretechnologie und –engineering arbeitet.
Die Beiträge sind zwischen 40 und 60 Minuten lang und erscheinen alle 10 Tage. Alle Inhalte des Podcast sind unter der Creative Commons 2.5-Lizenz CC-BY-NC-ND frei verfügbar. Ab dem Jahr 2008 wurden alle Audio-Artikel mit Transkriptionen versehen. Am 6. Juni 2008 erschien die einhundertste Episode. Nach eigenen Angaben besaß das SE-Radio im November 2006, also knapp ein Jahr nach seiner Gründung, circa 8.000 Abonnenten. Ein Drittel dieser Hörer stammte aus Deutschland.
Anfang 2012 wurde SE-Radio von IEEE Software übernommen, wo die inzwischen über 180 Episoden unter einer CC-Lizenz angeboten werden. Der mit über 5 Millionen Downloads beliebte Podcast soll fortgeführt werden. Völter konzentriert sich seitdem auf den Wissenschafts- und Technikpodcast omega tau.

## Themen und Gäste
SE-Radio ist vorwiegend technisch orientiert und richtet sich speziell an Softwareentwickler und Softwarearchitekten. Neben technischen Grundlagenthemen wie beispielsweise Strategien zur Fehlerbehandlung werden auch mehrteilige Episoden zu komplexeren Themenblöcken aus den Bereichen Agilität, Modellbasierter Softwareentwicklung oder SOA produziert.
Eine SE-Radio Episode beinhaltet häufig ein Interview mit einem namhaften IT-Experten. Unter den in der Softwareentwickler-Szene namhaften Gäste waren u. a. Grady Booch, Tom DeMarco, Joe Armstrong, Robert C. Martin, Scott Meyers Rebecca Wirfs-Brock, Erich Gamma, Doug Schmidt, Gregor Kiczales und Guy L. Steele Jr. Außerdem gibt es Projektberichte und Nachrichten aus dem Umfeld von Open Source.